# STS-111
STS-111 (englisch Space Transportation System) ist die Missionsbezeichnung für einen Flug des US-amerikanischen Space Shuttles Endeavour (OV-105) der NASA. Der Start erfolgte am 5. Juni 2002. Es war die 110. Space-Shuttle-Mission, der 18. Flug der Raumfähre Endeavour und der 14. Flug eines Shuttles zur Internationalen Raumstation (ISS).

## Mannschaft

### Shuttle-Besatzung
- Kenneth Cockrell (5. Raumflug), Kommandant
- Paul Lockhart (1. Raumflug), Pilot
- Franklin Chang-Diaz (7. Raumflug), Missionsspezialist
- Philippe Perrin (1. Raumflug), Missionsspezialist (CNES/ Frankreich)

Chang-Diaz war der zweite Raumfahrer, der sieben Missionen absolvierte. Erst zwei Monate zuvor hatte Jerry Ross diesen Rekord erstmals aufgestellt.

### ISS-Crew Hinflug
ISS-Expedition 5:
- Waleri Korsun (Roskosmos/ Russland) (2. Raumflug), Kommandant
- Peggy Whitson (1. Raumflug), Bordingenieurin
- Sergei Treschtschow (Roskosmos/ Russland) (1. Raumflug), Bordingenieur

### Ersatz
- Alexander Kaleri (Roskosmos/ Russland) für Korsun
- Scott Kelly für Whitson
- Dmitri Kondratjew (Roskosmos/ Russland) für Treschew

### ISS-Crew Rückflug
ISS-Expedition 4:
- Juri Onufrijenko (Roskosmos/ Russland) (2. Raumflug), Kommandant
- Daniel Bursch (4. Raumflug), Bordingenieur
- Carl Walz (4. Raumflug), Bordingenieur

(nach einer Flugzeit von 195 Tagen, 19 Stunden und 39 Minuten zur Erde zurückgekehrt; Hinflug mit STS-108)

## Missionsüberblick
Die Endeavour lieferte das letzte Bauteil, mit dem das Mobile Base System (MBS), das von STS-110 gelieferte Transportsystem, komplettiert werden konnte. Mit dessen Hilfe konnte sich nun der Canadarm2 deutlich schneller über die Station bewegen. Weiterhin wurden neue Experimente für die Wissenschaftler mit dem Mehrzweck-Logistik-Modul (MPLM) Leonardo angeliefert. Außerdem fand ein Besatzungswechsel an Bord der ISS statt. Insgesamt wurden von Chang-Diaz und Perrin drei EVAs durchgeführt, während die Endeavour mit der ISS verbunden war.

## Missionsverlauf

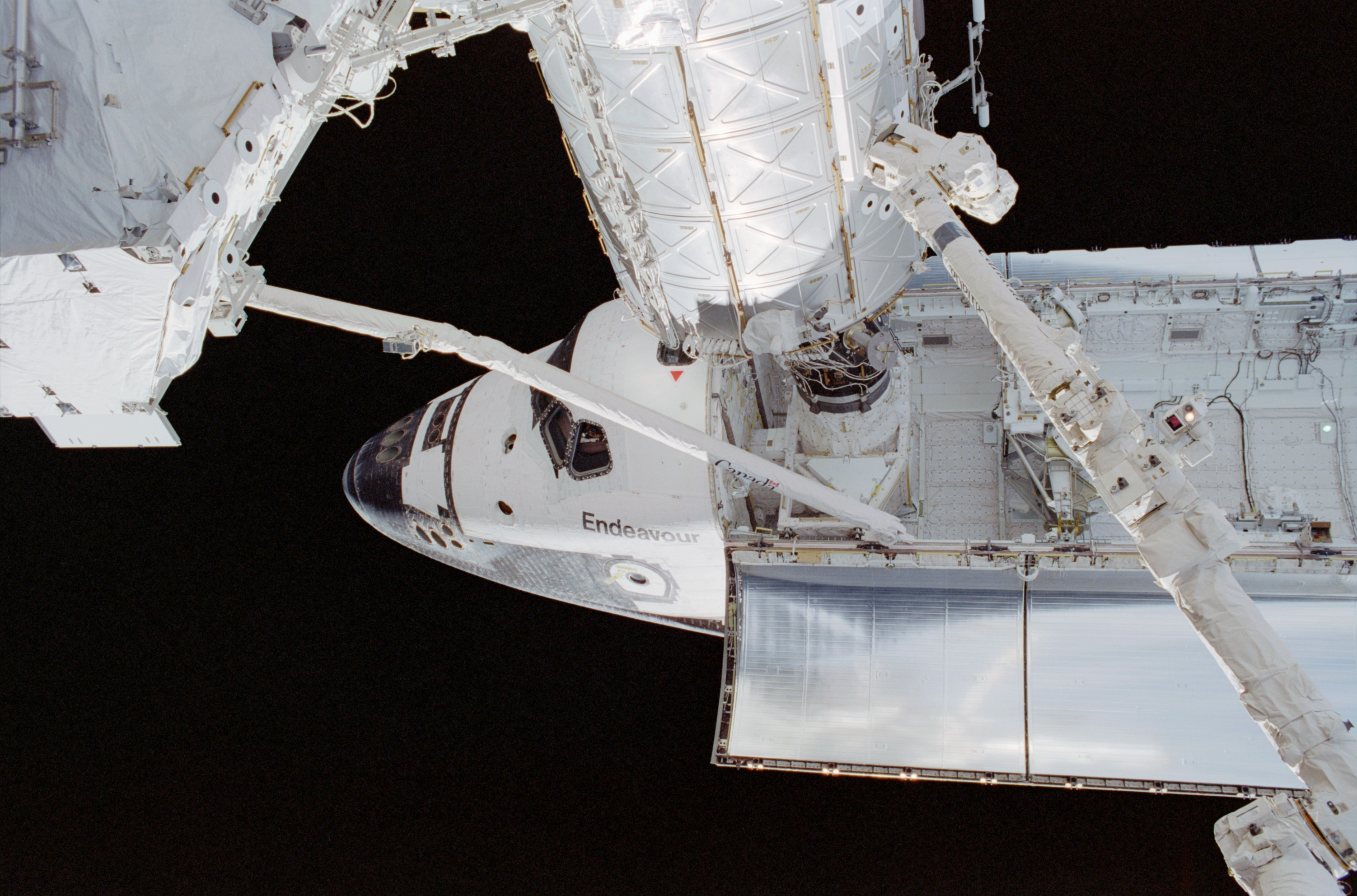
Die Endeavour am (PMA-2) der ISS

Nach Start und Annäherungsmanövern koppelte die Endeavour am 7. Juni, 16:25 Uhr UTC an den Bug der Station. Etwa 3 Stunden nach der Kopplung wurden die Luken geöffnet und mit den Arbeiten begonnen. Zu Beginn wurden die Schalensitze im Sojus-Raumschiff gewechselt und verschiedene Übergabeprozeduren durchlaufen.
Am 8. Juni wurde das Transportmodul Leonardo aus der Ladebucht des Shuttles gelöst und an der Unterseite von Unity angedockt. Bei diesem Flug befanden sich 2 Standard-Racks sowie 8 Regale und 5 Plattformen im Modul, die mit Versorgungsgütern, Experimentiermaterialien und Ersatzteilen gefüllt waren. Innerhalb von 4 Tagen wurden 3,7 Tonnen Fracht entladen. Außerdem wurden die beiden Racks ins Labormodul Destiny gebracht und angeschlossen. EXPRESS-Rack 3 verfügte über eine schwingungsgedämpfte Experimentierplattform vom Typ ARIS (Active Rack Isolation System). Hier konnten Untersuchungen durchgeführt werden, bei denen Störungen der Schwerelosigkeit durch die Bewegungen der Raumfahrer oder durch Bahnmanöver die Ergebnisse der Versuche gefährden würden. Das zweite Rack enthielt die Microgravity Science Glovebox (MSG), eine hermetisch verschließbare Handschuhbox für Experimente unter Mikrogravitation sowie die zugehörigen Versorgungs- und Steuersysteme.
Vom Mitteldeck der Raumfähre wurden außerdem mehrere Experimente in die Station transportiert. Dazu gehörten das Gewächshaus Advanced Astroculture (ADVASC), der Gefrierschrank KSC Nitrogen Freezer, die Versuchsanordnungen Commercial Generic Biotechnology Apparatus (CGBA), Protein Crystal Growth - Single locker Thermal Enclosure System (PCG-STES) zur Gewinnung möglichst reiner Proteinkristalle sowie das Commercial Refrigerator/Incubator Modul (CRIM). In der Gegenrichtung wechselten 2,1 Tonnen Material ins Logistikmodul Leonardo und etwa 0,5 Tonnen abgeschlossene Experimente ins Shuttle. Dazu gehörten die Ergebnisse biotechnologischer, medizinischer, physikalischer und geophysikalischer Untersuchungen (zum Beispiel PESTO, Protein Crystal Growth-Enhanced Gaseous Nitrogen Dewar, CGBA, CPCG). Leonardo wurde am 14. Juni wieder in der Nutzlastbucht der Endeavour verstaut.
Am 9. Juni stiegen Chang-Diaz und Perrin für 7 Stunden und 14 Minuten über das Modul Quest aus der Station und verrichteten verschiedene Arbeiten. Zunächst wurde eine Greifkupplung am Gitterelement P6 angebracht. Hier kann der Manipulator der Station andocken, wenn P6 an seine endgültige Position verlegt wird. Danach transportierte Perrin 6 Meteoritenschutzabdeckungen aus der Ladebucht der Endeavour zum Verbindungstunnel PMA-1. Die Abdeckungen sollten Ende Juli von zwei Mitgliedern der Stammbesatzung auf dem Servicemodul Swesda montiert werden. Chang-Diaz und Perrin inspizierten und fotografiertem anschließend einen am Vortag ausgefallenen Gyroskopkreisel und entfernten schließlich Schutzabdeckungen vom Mobile Remote Servicer Base System (kurz: MBS) in der Ladebucht des Shuttles. Dieses wurde nach Abschluss der Außenbordarbeiten mit dem Stationsmanipulator aus der Ladebucht gehoben und zur thermischen Anpassung in die Nähe seiner endgültigen Position transportiert, aber noch nicht angedockt. Letzteres geschah erst am 10. Juni um 13:06 Uhr UTC.
Das Mobile Base System ist eine bewegliche Arbeits- und Lagerplattform, die auf dem Mobilen Transporter entlang der Gitterstruktur operieren kann. Sie verfügt über 4 redundante Andockstellen für den Stationsmanipulator Canadarm2 (Power and Data Grapple Fixture) und einen Greifer für schwere Lasten. Außerdem können Container mit Werkzeugen und anderen Materialien auf ihr deponiert werden. Über eine Videokamera lässt sich die gesamte Plattform überschauen. Das MBS besteht aus Aluminium, verfügt über eigene Steueranlagen und ist mit 4 starken Bolzen mit dem Mobilen Transporter verbunden. Die Plattform ist etwa 5,70 Meter lang, 4,50 Meter breit, 2,90 Meter hoch und hat eine Masse von 1,5 Tonnen. Mit ihr können Massen bis 20,9 Tonnen transportiert werden. Die maximale elektrische Leistungsaufnahme liegt bei 825 Watt. Die Kosten der (austauschbaren) Struktur lagen bei 254 Millionen US-Dollar.
Ebenfalls am 10. Juni wurde der Besatzungswechsel der Internationalen Raumstation vollzogen. Waleri Korsun, Peggy Whitson und Sergej Treschtschow wechselten als ISS-Expedition 5 in die Station, Juri Onufrijenko, Daniel Bursch und Carl Walz nahmen ihre Plätze an Bord der Endeavour ein.
Am 11. Juni sicherten Chang-Diaz und Perrin bei einem genau fünfstündigen Ausstieg die 4 Verbindungsbolzen des Mobile Base Systems auf dem Mobile Transporter und verbanden mehrere Energie-, Daten- und Videokabel. Ein Lastenträger wurde in seine reguläre Position gebracht und eine Kamera wechselte ihren Standort. Mit ihr lässt sich die gesamte Arbeits- und Lagerplattform überblicken.
Am 13. Juni wechselten Chang-Diaz und Perrin bei ihrem dritten Ausstieg (7:17 h) ein Hand-Rollgelenk am kanadischen Manipulatorarm der Station aus. In der Steuerung dieses Gelenkes wurde ein Kurzschluss festgestellt, der allerdings nur einen Steuerkanal betraf. Jedes Element verfügt über zwei redundante Steuerungen. Es ist mit den benachbarten Elementen über 6 mechanische Bolzen verbunden. Ein siebenter Bolzen sichert die Energie-, Daten- und Videoverbindung. In den letzten Monaten umging man das Steuerungsproblem durch eine Anpassung der Software. Trotzdem wurde das betreffende Segment gewechselt, um einem möglichen Totalausfall vorzubeugen.
Im Verlaufe des gemeinsamen Fluges wurde die Bahn des Komplexes durch Triebwerkszündungen des Shuttles um etwa 10 Kilometer angehoben. Am 15. Juni um 14:32 Uhr UTC löste sich die Endeavour von der Station, umkreiste sie und entfernte sich anschließend weiter von ihr. Während der Umkreisung wurden Foto- und Videoaufnahmen gemacht, die den Fortschritt der Arbeiten dokumentieren sollen.
Neben mehreren Pressekonferenzen wurden auch einige wissenschaftliche Routineuntersuchungen gemacht. Sie betrafen in der Mehrzahl biomedizinische Probleme (Tag-Nacht-Rhythmus, Virus-Reaktivierung, Funktion des menschlichen Immunsystems, Erprobung vorbeugender Medikamente gegen Orthostatische Hypotonie, Veränderungen im räumlichen Orientierungsvermögen, Augenbewegungen) und technische Systeme (Aufzeichnung der Flugbahn mit genauen GPS-Daten, Seitenwindeinfluss bei der Landung). Erstmals dabei war ein neues System zur Reinigung des Wassers, das in den Brennstoffzellen während des Fluges entsteht. Mit dem Biotechnology Water Treatment System erreicht man einen höheren Reinheitsgrad als mit den bisherigen Apparaturen. Am 16. Juni wurden die Korrekturtriebwerke für 10 Sekunden gezündet, um die dabei entstehenden Rauchfahnen zu untersuchen. Dazu befanden sich spezielle Sensoren an Bord des Shuttles.
Durch schlechtes Wetter am vorgesehenen Landeort wurde die Rückkehr mehrfach verschoben. Die Endeavour landete schließlich nach fast 14-tägigem Flug in Edwards (Kalifornien, USA).